# Chirolophis nugator
Chirolophis nugator és una espècie de peix de la família dels estiquèids i de l'ordre dels perciformes.

## Descripció
- Fa 15 cm de llargària màxima.
- La seua coloració és variable: els mascles són de color marró (de vegades amb un tint vermell), amb taques clares i de vores fosques als flancs, i les aletes pèlviques i la part anterior de l'aleta anal de color blanc (les altres aletes presenten taques marrons, les quals formen com una mena de franges tènues). Les femelles són gairebé de color marró i amb 13 punts negres envoltats d'una àrea clara al llarg de l'aleta dorsal.
- 53-55 espines i cap radi tou a l'aleta dorsal.
- 1 espina i 37-42 radis tous a l'aleta anal.
- Aleta caudal arrodonida.[8][9][10]

## Hàbitat i distribució geogràfica
És un peix marí, demersal (entre 20 i 80 m de fondària) i de clima temperat, el qual viu al Pacífic oriental: les zones rocalloses intermareals i submareals des de les illes Aleutianes (Alaska) fins a l'illa Sant Miquel (el sud de Califòrnia), incloent-hi Washington i la costa pacífica del Canadà.

## Observacions
És inofensiu per als humans i, de vegades, s'amaga en esquerdes i forats de cucs amb només el cap sobresortint.